# Барахманка
Барахманка — река в России, протекает в Мордовии. Устье реки находится в 94 км по левому берегу реки Алатырь. Длина реки — 24 км, площадь водосборного бассейна — 148 км². В 3,5 км от устья принимает слева реку Тюрка.
Исток реки севернее села Новое Качаево в 6 км к юго-востоку от Большого Игнатова. Верхнее течение реки лежит в Большеигнатовском районе, нижнее — в Ичалковском районе. Река течёт на юг и юго-восток. Протекает село Новое Качаево, деревни Барахманы и Тюрька. Притоки — Якштерня, Лапушка (правые); Кужелей, Тюрка (левые). Впадает в Алатырь ниже села Тарханово.

## Данные водного реестра
По данным государственного водного реестра России относится к Верхневолжскому бассейновому округу, водохозяйственный участок реки — Алатырь от истока и до устья, речной подбассейн реки — Сура. Речной бассейн реки — (Верхняя) Волга до Куйбышевского водохранилища (без бассейна Оки).
По данным геоинформационной системы водохозяйственного районирования территории РФ, подготовленной Федеральным агентством водных ресурсов:
- Код водного объекта в государственном водном реестре — 08010500212110000038765
- Код по гидрологической изученности (ГИ) — 110003876
- Код бассейна — 08.01.05.002
- Номер тома по ГИ — 10
- Выпуск по ГИ — 0